# Jean-Baptiste Alexandre Montaudon
Jean-Baptiste Alexandre Montaudon (La Souterraine, 14 febbraio 1818 – Amiens, 19 gennaio 1899) è stato un militare e politico francese.

## Biografia
Studiò a Saint-Cyr dal 1836 al 1838 e seguì la carriera militare fino a ottenere il grado di generale di divisione alla fine del Secondo Impero. Già comandante della piazza di Parigi, fu messo dal governo Thiers alla testa del II corpo d'armata incaricato di soffocare la Comune di Parigi
Collocato nella riserva, il monarchico Montaudon si presentò candidato alle elezioni suppletive dell'Assemblea nazionale del 6 gennaio 1889, per la successione al seggio del dipartimento della Somme del generale Georges Boulanger, che aveva optato per il dipartimento del Nord, e fu eletto con l'appoggio degli stessi boulangisti.
Favorevole alla revisione della Costituzione, fu contrario alla restrizione della libertà di stampa e alla messa in stato di accusa del generale Boulanger. Fu deputato per soli nove mesi, perché non si ripresentò alle successive elezioni del novembre 1889, e morì 19 gennaio 1899 ad Amiens.